# Post (альбом)
Post (в переводе с англ. — «Почта») — второй студийный сольный альбом исландской певицы Бьорк, выпущенный в июне 1995 года. Альбом является отражением новой жизни Бьорк в Лондоне и содержит песни, которые она написала после переезда в Англию. Отличается сильным разнообразием в музыкальных стилях, включая в себя IDM, трип-хоп, индастриал и биг-бэнд. Музыка была записана при участии нескольких продюсеров. Стилистика композиций может быть охарактеризована как авант-поп. Альбом был положительно встречен критикой, став одним из лучших релизов года, а также добился коммерческого успеха, поднявшись до верхних позиций в чартах и став платиновым во многих странах. Бьорк была удостоена 29 номинаций и наград, выиграв восемь различных призов как «Лучшая певица» или артистка, в том числе на Brit Awards и MTV Europe Music Awards, при этом также получив награду от ассоциации композиторов за заслуги в авангардной музыке и номинацию на Грэмми за «Лучший альтернативный альбом».
В настоящее время работа Бьорк считается одним из лучших образцов по объединению экспериментальной и поп-музыки, называется одним из определяющих альбомов 1990-х годов и часто включается музыкальными изданиями в списки лучших альбомов десятилетия и всех времён.

## Концепция
На своём официальном сайте Бьорк отмечает, что «если альбом Debut был сборником суперхитов за десять лет, то альбом Post был записан за два года. Для меня эти песни как письмо в Исландию, на родину, как поток моих мыслей, которые я хотела бы передать своим родственникам, друзьям и близким. Расставание с ними было большим прыжком для меня».

### Название
Бьорк назвала альбом Post по двум причинам. Во-первых, она продумала концепцию альбомов Debut и Post как серию; песни на Debut были написаны до её переезда в Англию, в то время как песни на Post были написаны уже в Англии, описывают её переживания и жизнь там. Во-вторых, она задумывала альбом как объяснение в своих чувствах («для меня все песни в альбоме словно говорят: „слушайте как я это делаю“»). Белая рубашка с синей и красной маркировкой, в которую Бьорк облачена на фотографии обложки альбома, является намёком на стилизацию конверта авиапочты, таким образом придавая альбому дополнительный смысл «почтового сообщения на родину».

## Музыкальный стиль
В отличие от альбома Debut, в котором было несколько танцевальных номеров, в Post звучание более эклектично (Бьорк сама назвала его «музыкально неразборчивым»). По её словам, «музыкальное сердцевина разбита на несколько частей, и я хотела показать, что альбом затрагивает различные музыкальные стили — от индастриал-рока на „Army of Me“, джаза на „It’s Oh So Quiet“ до экспериментов с трип-хопом на „Enjoy“, „Possibly Maybe“ и „Headphones“». В отличие от Debut, над Post работало несколько продюсеров — Грэм Мэсси, Tricky, Howie B и сама Бьорк. «Люди, с которыми я сотрудничала были просто те люди, с которыми я тусовалась в клубах Лондона. Я знала их всех уже некоторое время, прежде чем мы начали работать вместе». Продюсер предыдущего альбома Нелли Хупер также участвовал в совместном производстве шести треков альбома. Бьорк изначально собиралась быть продюсером и Хупер поощрял её в этом, предлагая продюсировать всё самостоятельно, но в результате по её просьбе принял участие в записи как сопродюсер. Тем не менее, в отличие от первого альбома, Бьорк стала основным продюсером записи. «Когда я ушла из Sugarcubes, перспектива работать в одиночку ужасала меня — не из-за страха оказаться неспособной в музыкальном плане, а из-за страха сидеть в одиночестве, что-то типа мастурбации или разговора с зеркалом. Но работа над Debut и Post вылилась в совершенно противоположное — коллекцию интимных рабочих отношений, где я как зонтик, накрывающий дуэты, возбуждённый плодовитыми умами — подтверждение того что 1+1 может быть три».

## Запись
Часть материала была записана ещё до выхода Debut, например «Army of Me» и «The Modern Things».
Альбом было решено записывать на Багамских островах, в легендарной студии Compass Point Studios. Хоть это и повлекло удорожание стоимости, запись на Багамах снабдила Бьорк дополнительной энергией. Некоторые вещи Бьорк записывала, сидя на берегу или даже бегая по пляжу. Вокал для «Cover Me» был первоначально записан со звуками, издаваемыми летучими мышами в пещере, и звуками различных приборов. Хотя в альбом эта версия песни не вошла, она доступна на Family Tree, бокс-сете с редким материалом и на CD-сингле «Army of Me».

## Реакция
| Оценки критиков      | Оценки критиков |
| Источник             | Оценка          |
| -------------------- | --------------- |
| NME                  | 7/10            |
| Spin                 | 8/10            |
| Entertainment Weekly | A+              |
| AllMusic             | [ 10 ]          |
| Rolling Stone        | [ 11 ]          |
| Q                    | [ 12 ]          |
| Slant Magazine       | [ 13 ]          |

Альбом был очень хорошо принят критиками. Согласно статистическому сайту Acclaimed Music, Post является лучшим альбомом 1995 года в жанре арт-поп и находится на 6-м месте в общем списке самых признанных альбомов. В конце года релиз оказался в списках лучших альбомов множества музыкальных журналов.
Альбому также сопутствовал коммерческий успех: он попал в верхнюю десятку чартов многих стран и достиг второго места в британском и общеевропейском чартах, получив платиновый статус на таких территориях как Великобритания, США, Канада, Европа и Австралия.
Post был номинирован на премию Грэмми за «Лучший альтернативный альбом», а песня «It's Oh So Quiet» за «Лучшее музыкальное видео». Бьорк получила премии Brit Awards, Dansk Grammy и International Dance Music Awards как «Лучшая международная исполнительница». Также певица выиграла MTV Europe Music Awards как «Лучшая исполнительница» и претендовала на эту же премию год спустя. Помимо этого, артистка была удостоена Премии ASCAP Авангард в знак признания заслуг в развитии новых музыкальных жанров. На исландских музыкальных наградах Бьорк получила премии «Альбом года», «Артист года», «Певица года», «Композитор года» и «Песня года» за трек «Army Of Me», а также претендовала на «Автора года» и ещё раз на «Певицу года» год спустя; трек «Isobel» был вторым номинантом на «Песню года». В Швеции певице была вручена награда Rockbjörnen в категории «Лучший иностранный артист», а в Италии Premio italiano della musica в категории «Певица года». Также Бьорк номинировалась на Музыкальный приз северного совета. Клип «I Miss You» стал победителем премии Энни. На MTV Video Music Awards клип «Army Of Me» получил две номинации, а «It's Oh So Quiet» — шесть, выиграв «Лучшую хореографию».
В 1999 году журнал Spin поставил Post на седьмое место в списке «90 лучших альбомов 90-х», а журнал Juice на третье место в списке «100 величайших альбомов 90-х». В 2011 году журнал Slant в своём списке «100 лучших альбомов 1990-х» определил Post на второе место. Среди прочих изданий включавших Post в число лучших альбомов десятилетия значатся: Pitchfork, Rolling Stone, Mojo, Pause & Play, NME, Paste, Music Underwater, Nude as the News, No Ripcord, Rock de Lux, The Sun и многие другие.
В поздних рецензиях на альбом часто отмечается вневременной характер музыки и актуальность звучания даже спустя много лет после выхода, а также влияние альбома на современную музыку: «Бьорк часто рассматривается как музыкальный гений современности. Её второй альбом Post, несмотря на свой возраст, остаётся одним из самых творческих, атмосферных, удивляющих и ярких альбомов, когда-либо попадавших в мир музыки». Если в 1995 году журнал NME поставил альбому 7/10, написав: «Грубо говоря, Post — это жёсткая работа; говоря немного более деликатно, Post является пламенно амбициозным кусочком высокого искусства, которое, оглядываясь на прошлое, приветствует будущее, а в целом просто кружится вокруг, жизнерадостно насмехаясь над 99 процентами современной музыки», то 20 лет спустя NME выпустил редакционную статью об альбоме, озаглавив её «Как гений из Исландии создал блестящий, ориентированный на будущее авант-поп Страны Чудес». BBC Music в 2009 выпустили статью «Великолепно дерзновенное сооружение правомочно называется вечной классикой», указав в ней, что «Влияние Post ощущается в наши дни значительно и широко». Daily Review в 2015 году посвятили статью альбому, написав: «Бьорк открыла пространство для более загадочных и менее легко определимых стилей в музыке, накачав кислород для следующих поколений редких и интенсивных женских талантов, что позволило всем Лорд и Сиям мира дышать».
Post неоднократно попадал в топы лучших альбомов столетия и всех времён, в частности, у таких изданий как Consequence of Sound, Entertainment Weekly, Fast'n'Bulbous, Rolling Stone, Vibe, Hot Press, FNAC, Juice.
В 2008 году Stereogum выпустил в честь альбома трибьют-сборник под названием Enjoyed: A Tribute to Björk's Post. Среди артистов, принявших участие в создании каверов для сборника числятся Liars, Dirty Projectors, Xiu Xiu и Оуэн Паллетт.

## Список композиций
| №   | Название                     | Текст песни   | Музыка                                | Продюсер                            | Длительность |
| --- | ---------------------------- | ------------- | ------------------------------------- | ----------------------------------- | ------------ |
| 1.  | «Army of Me»                 | Björk         | Björk, Graham Massey                  | Björk, Graham Massey, Nellee Hooper | 3:54         |
| 2.  | «Hyperballad»                | Björk         | Björk                                 | Björk, Nellee Hooper                | 5:21         |
| 3.  | «The Modern Things»          | Björk         | Björk, Graham Massey                  | Björk, Graham Massey, Nellee Hooper | 4:10         |
| 4.  | «It's Oh So Quiet»           | Bert Reisfeld | Hans Lang                             | Björk, Nellee Hooper                | 3:38         |
| 5.  | «Enjoy»                      | Björk         | Björk, Tricky                         | Björk, Tricky                       | 3:57         |
| 6.  | «You've Been Flirting Again» | Björk         | Björk                                 | Björk                               | 2:29         |
| 7.  | «Isobel»                     | Björk, Sjón   | Björk, Marius de Vries, Nellee Hooper | Björk, Nellee Hooper                | 5:47         |
| 8.  | «Possibly Maybe»             | Björk         | Björk                                 | Björk, Nellee Hooper                | 5:06         |
| 9.  | «I Miss You»                 | Björk         | Björk, Howie Bernstein                | Björk, Howie Bernstein              | 4:03         |
| 10. | «Cover Me»                   | Björk         | Björk                                 | Björk                               | 2:06         |
| 11. | «Headphones»                 | Björk         | Björk, Tricky                         | Björk, Tricky                       | 5:40         |

| №   | Название      | Автор(ы)         | Продюсер  | Длительность |
| --- | ------------- | ---------------- | --------- | ------------ |
| 12. | «I Go Humble» | Björk, Mark Bell | Mark Bell | 4:44         |

| №  | Название                                | Автор(ы)                                   | Продюсер                              | Длительность |
| -- | --------------------------------------- | ------------------------------------------ | ------------------------------------- | ------------ |
| 1. | «Sweet Intuition»                       | Björk, Andy Turner, Ed Handley, Ken Downie | Björk, The Black Dog                  | 4:43         |
| 2. | «Venus as a Boy (Harpsichord Version)»  | Björk                                      | Björk, Guy Sigsworth                  | 2:13         |
| 3. | «Hyperballad (Brodsky Quartet Version)» | Björk                                      | Björk, Nellee Hooper, Brodsky Quartet | 4:20         |
| 4. | «Charlene»                              | Björk, The Black Dog                       | Björk, Nellee Hooper                  | 4:44         |

## Сопутствующие релизы
Ремиксы на песни из этого альбома были выпущены на синглах, а также на отдельных релизах «Telegram» (1996) и «Army of Me: Remixes and Covers» (2005).